# ZF Mgcawu
ZF Mgcawu (englisch ZF Mgcawu District Municipality, vor Juli 2013 Siyanda) ist ein Distrikt in der südafrikanischen Provinz Nordkap. Die Distrikthauptstadt ist Upington. Bürgermeister ist P. M. Mgcera.

## Geografie und Klima
ZF Mgcawu grenzt im Norden an Botswana und im Westen an Namibia. Angrenzende südafrikanische Distrikte sind John Taolo Gaetsewe, Frances Baard, Pixley Ka Seme und Namakwa.
Das Nordkap ist bekannt für seine extremen Klimazustände und der ZF Mgcawu-Distrikt ist hier keine Ausnahme. Die Landschaft wird durch die Kalahari-Wüste mit ihren roten Sanddünen bestimmt. Der Bezirk ist eine Halbwüste, mit geringem Sommerregen, die durchschnittliche Niederschlagsmenge liegt zwischen 150 und 200 mm pro Jahr.
Die höchsten Sommertemperaturen von Südafrika treten in diesem Distrikt auf – Temperaturen von mehr als 43 °C werden regelmäßig zwischen November und Februar gemessen. Andererseits fallen die Wintertemperaturen zwischen Juni und August häufig unter 0 °C.

## Gliederung
Die Distriktgemeinde wird von folgenden Lokalgemeinden mit ihren Städten gebildet:
- Dawid Kruiper

Upington, Raaswater, Louisvale, Kalksloot, Leerkrans, Karos, Lambrechtsdrift, Rietfontein, Askham, Noenieput, Grootmier, Kleinmier
- Kai ǃGarib

Kakamas, Keimoes, Kenhardt, Kanoneiland, Marchand Augrabies, Alheit, Cilliers
- Kgatelopele

Daniëlskuil, Lime Acres
- ǃKheis

Groblershoop, Grootdrink, Wegdraai, Topline
- Tsantsabane

Postmasburg, Olifantshoek, Groenwater, Skeyfontein

## Demografie
Der Distrikt hat 236.783 Einwohner (Stand: 2022) auf einer Gesamtfläche von 102.524 km².

## Nationalparks und Naturschutzgebiete
- Augrabies-Falls-Nationalpark
- Kgalagadi-Transfrontier-Park (früher Kalahari Gemsbok NP)